# Skepparkvartetten
Skepparkvartetten (fi: Kipparikvartetti) var en finländsk kvartett, bildad 1950 av Kauko Käyhkö, Teijo Joutsela, Olavi Virta och Auvo Nuotio. Gruppen existerade fram till cirka 1983.

## Bakgrund
Den ursprungliga sånggruppen bestod av Käyhkö, Nuotio, Virta och Joutsela, som under Harry Bergströms ledning framförde Kaunis Veera till filmen med samma namn 1950. Det var Bergström som kom på idén om att förena de fyra sångarna till en kvartett, men de själva var inte särskilt intresserade från början – de hade fullt upp med sina egna karriärer: Nuotio som polisman och musiker, Käyhkö som skådespelare vid Radioteatern och inspelande sångare samt Virta och Joutsela som inspelande och turnerande sångare.
Bergströms vilja gick dock igenom och han föreslog också namnet Kipparikvartetti (Skepparkvartetten) som antogs utan motstånd. Bergström blev kvartettens dirigent och Käyhkö dess manager. Kvartetten gjorde sitt första framträdande den 9 oktober 1951 i Högfors och framförandet blev en succé. Under de första framträdandena fick Kalevi Vallineva sjunga i Virtas ställe, då denne turnerade utomlands med sin orkester och återvände först under slutet av oktober 1951.
Den 27 februari 1952 uppträdde kvartetten på handelshögskolan i Helsingfors och även denna gång blev det succé. Kvartetten fick fler förfrågningar än de klarade av. Dessutom var både Nuotio och Käyhkö upptagna med sina arbeten vid sidan om gruppen. Filmen Skepparkvartetten fick sin premiär hösten 1952. I mars 1953 byttes Virta ut mot Eero Väre, då dennes ageranden som manager, under Käyhkös resa utomlands, kritiserades hårt. Dock minskade inte kvartettens popularitet på grund av de inre striderna. I januari 1955 lämnade Bergström kvartetten då denne och Käyhkö kommit på kant med varandra. I enlighet med Käykös begäran blev George de Godzinsky ny dirigent och förändrade kvartettens stil till att bli mer sofistikerad och traditionell.
På 1960-talet minskade kvartettens medlemmar i antal, då flera av dessa var upptagna med andra projekt. Käyhkö engagerades i TV-produktioner, Väre hade en egen sångskola och orkester, Joutsela verkade i Humppa-Veikot och Nuotila dirigerade olika körer. Kvartetten gjorde dock flera TV-framträdanden och gav officiellt sin sista konsert i Helsingfors under hösten 1962, men verksamheten var därmed inte helt avslutad. Under 1970-talet gjorde gruppen nya skivinspelningar och Käyhkös engagemang i kvartetten förstärktes i och med pensioneringen från Rundradion 1969. Efter Väres död 1972 blev Vallineva fast medlem i kvartetten, som fortsatte sin verksamhet fram till Kauko Käyhkös död 1983.
Åren 1951–1960, 1963, 1965 och 1977 gjorde kvartetten 167 skivinspelningar. En del av inspelningarna från 1952 gjordes tillsammans med Metro tytöt.